# Йохан фон Бранденбург-Ансбах
Йохан (на немски: Johann von Brandenburg-Ansbach, * 9 януари 1493 в замък Пласенбург над Кулмбах, † 5 юли 1525 във Валенция) от род Хоенцолерн e маркграф на Бранденбург-Ансбах също генерал-капитан и вице-крал на Валенция
Той е петият син на маркграф Фридрих II Стари фон Бранденбург-Ансбах-Кулмбах (1460 – 1536) и принцеса София Ягелонка (1464 – 1512), дъщеря на крал Кажимеж IV от Полша (Ягелони). Той е също роднина с императорската фамилия Хабсбурги.
На 16 години той участва в битката при Агнадело и придружава след това крал Фердинанд II Арагонски в Испания, където расте заедно с по-късния император Карл V, с когото има доживотна приятелска връзка. Йохан участва в коронизацията на Карл и в управлението. През 1516 г. той става рицар на „Ордена на златното руно“.
На 17 юни 1519 г. той се жени в Барцелона за Жермен де Фоа (1488 – 1538), вдовицата на Фердинанд II Арагонски.  Тя е по майчина линия племенница на френския крал Луи XII. Жермен е генерал-капитан и вице-кралица на Валенция. Тази служба Карл дава също и на Йохан на 27 март 1523 г. През 1524 г. той и съпругата му залагат своите златни и сребърни прибори, за да помогнат на император Карл с пари за войната му против Франция. 
След битката при Павия през 1525 г. Йохан трябва да пази пленения крал Франсоа I от Франция, който през края на юни 1525 г. пристига във Валенция. Йохан по това време е внезапно тежко болен, по слухове отровен от неговата съпруга, която той мислел да изпрати под голяма охрана в Германия.  Крал Франсоа му предоставя своя лекар, но маркграфът умира на 5 юли във Валенция. Йохан по свое желание е погребан в женския манастир Йерусалим при Валенция. След смъртта на Йохан вдовицата му Жермена се омъжва на 1 август 1526 г. в Севиля за Фернандо (1488 – 1550), херцог на Калабрия, син на крал Федерико I от Неапол. 